# フィレンツェ
フィレンツェ（イタリア語: Firenze [fiˈrɛntse] ( 音声ファイル)）は、イタリア共和国中部にある都市で、人口約360,000人の基礎自治体（コムーネ）。トスカーナ州の州都、フィレンツェ県の県都である。英名由来のフローレンス、仏名由来のフローランスで呼ばれることもある。

## 概要
中世には毛織物業と金融業で栄え、フィレンツェ共和国としてトスカーナの大部分を支配した。メディチ家による統治の下、15世紀のフィレンツェはルネサンスの文化的な中心地となった。
市街中心部は「フィレンツェ歴史地区」としてユネスコの世界遺産に登録されている。1986年には欧州文化首都に選ばれた。

### ギャラリー

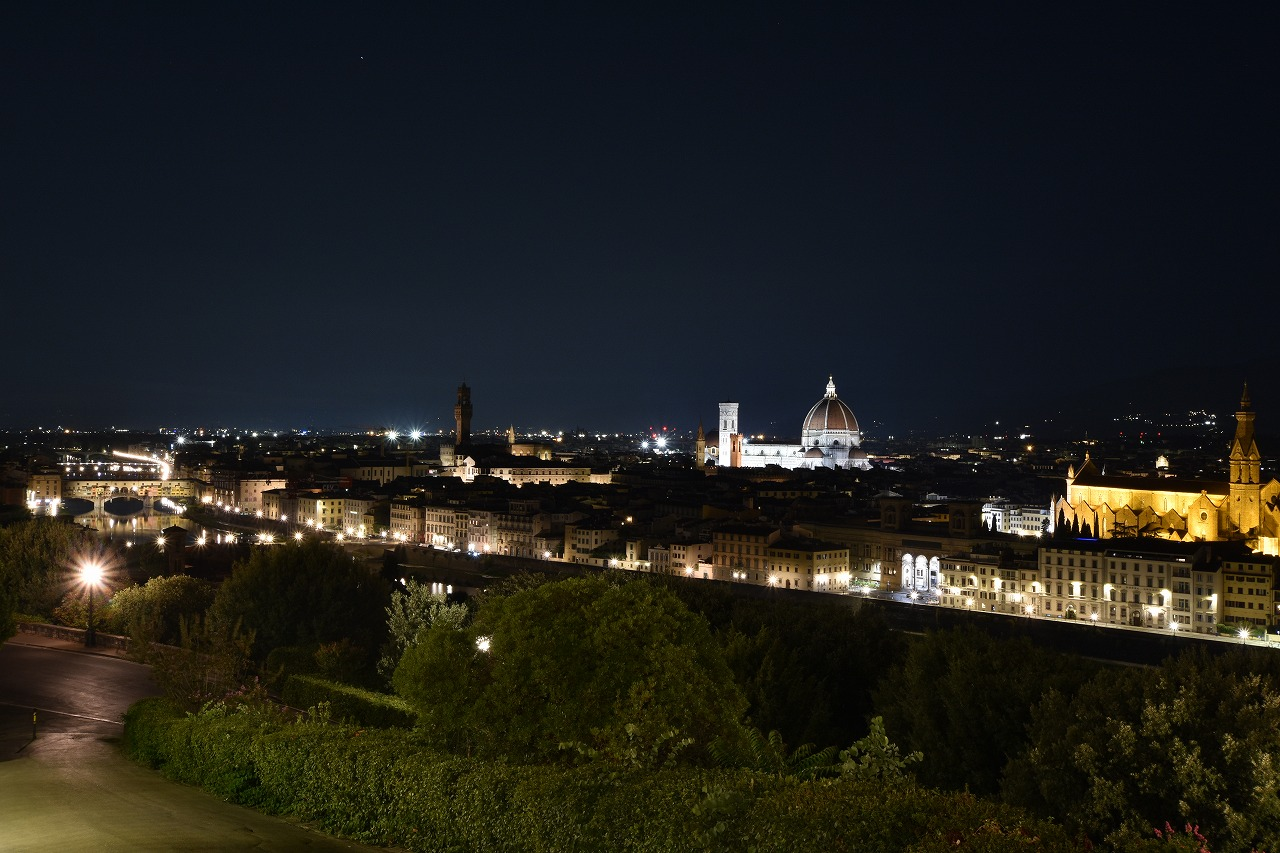
ミケランジェロ広場から撮影したフィレンツェの夜景。
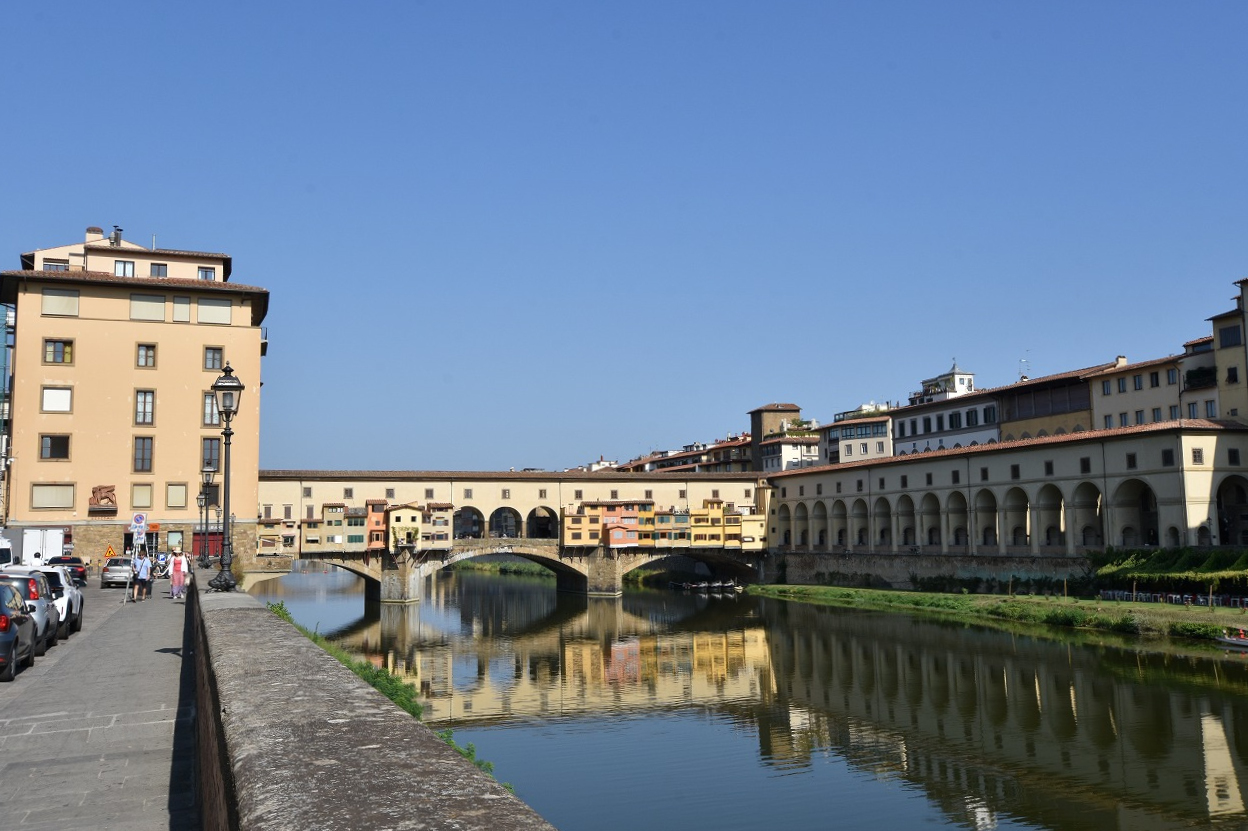
フィレンツェ最古の橋、ヴェッキオ橋。彫金細工店や宝石店が橋の両側に並ぶ。
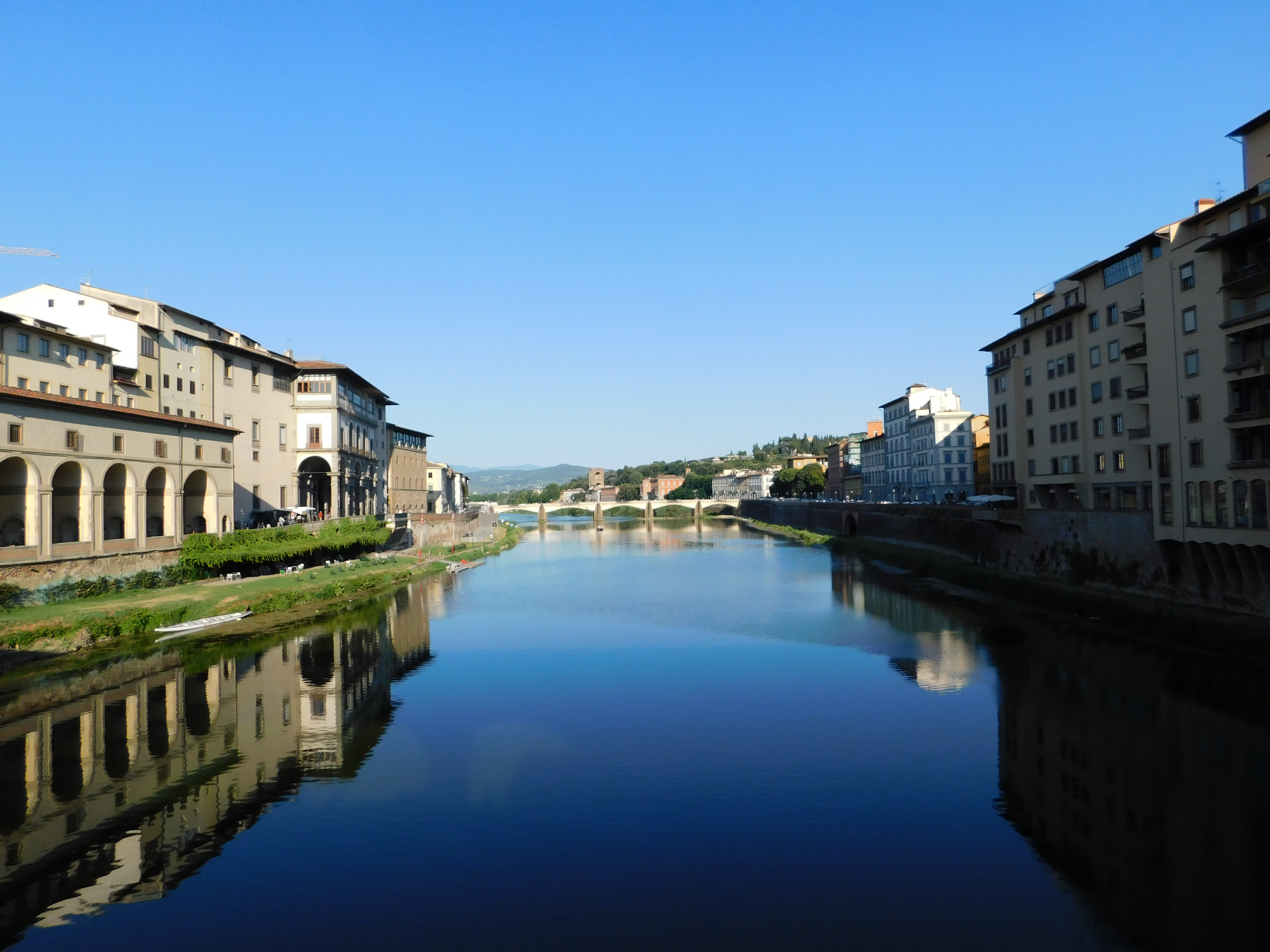
フィレンツェの中心部を流れるアルノ川。
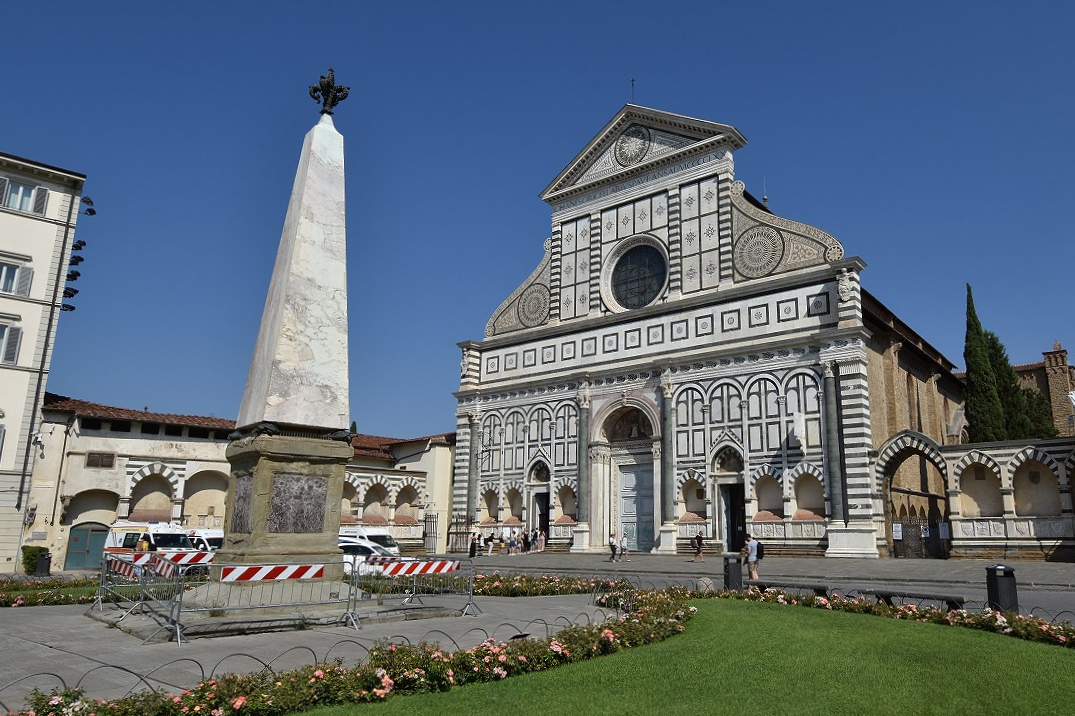
サンタ・マリア・ノヴェッラ教会。近接するサンタ・マリア・ノヴェッラ薬局は世界最古の薬局で、香水で名高い。
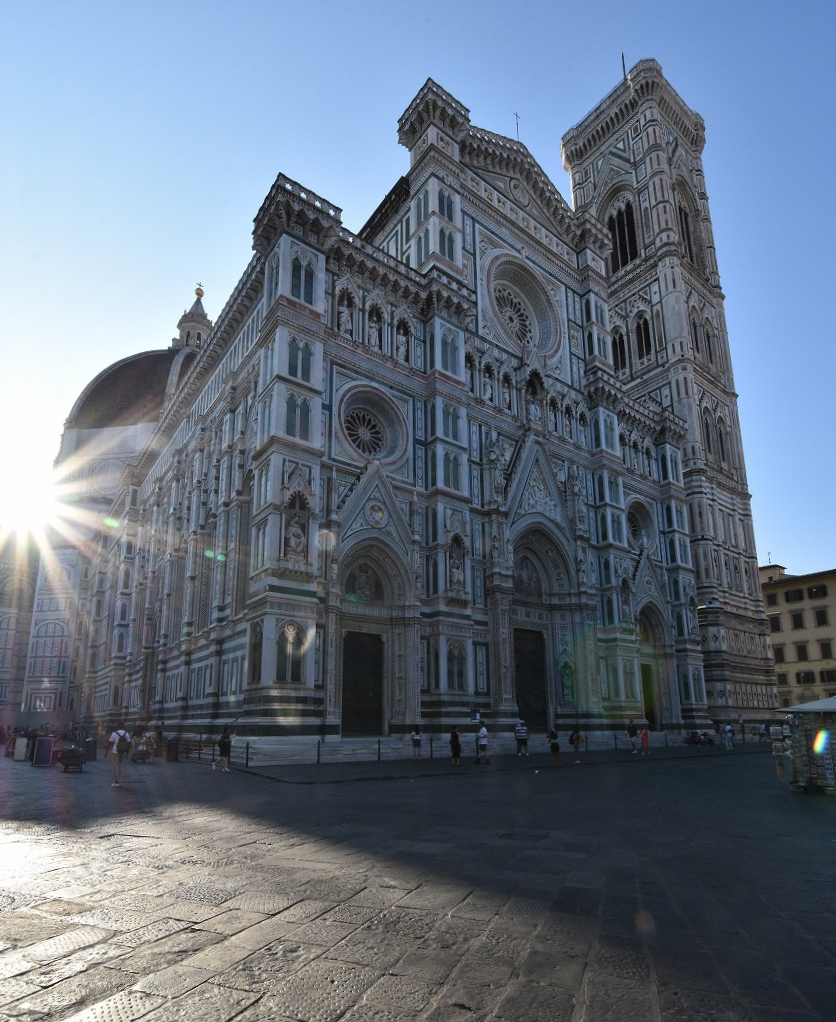
サンタ・マリア・デル・フィオーレ大聖堂（花の聖母教会ドゥオーモ）のファサード。
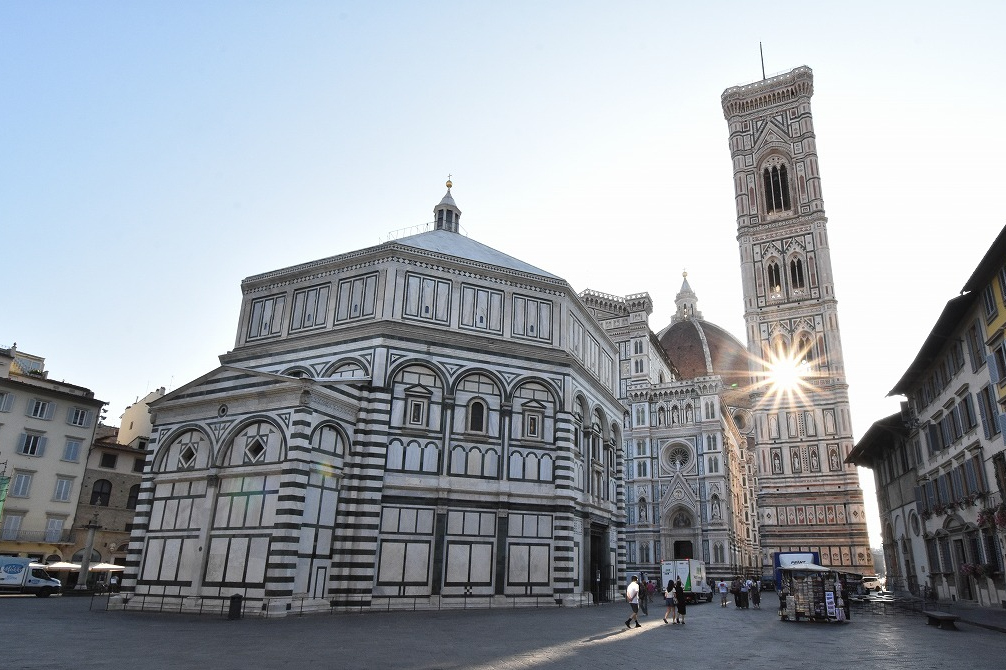
ドゥオーモ前に建つ洗礼堂。フィレンツェの守護聖人、聖ジョバンニに捧げられたもの。

### 名称について

#### 語源
フィレンツェのシンボルは、右画像のように白地に赤のアイリス（アヤメ科の花）の紋章になる。
古代ローマ帝国時代の紀元前59年、春の到来を祝う花の女神「フローラ（Flōra）」にささげた祭りの時期に街の建設が始まった。近郊にアイリスの花が群生していたため、この花が紋章に選ばれたという説がある。当時、街はフローレンティア (Flōrentia) と呼ばれ、後にフィレンツェになったといわれている。元々は赤地に白のアイリスの紋章だったが、1251年に二大政党が争った後、勝利した政党がこの色を逆転させて、今の白地に赤のアイリスになった。街の名前には「花の都」といった意味があり、日本でもフィレンツェの別名として知られている。
- 中世イタリア語 Fiorenza [fjoˈrɛnʦa]（）
- 英語 Florence [ˈflɒɹəns]（）
- フランス語、オランダ語 Florence フランス語: [flɔ.ʁɑ̃s] オランダ語: [floˈrɑ̃s]（）
- スペイン語 Florencia [floˈɾenθja]（）
- ドイツ語 Florenz [floˈʀɛnts]（）
- 漢字表記は夫羅凌斯, 福楞察

イタリア語における形容詞形、住民呼称は fiorentino [fjorenˈtino](男性), fiorentina (女性)。

## 地理

### 位置
フィレンツェはSenese Clavey Hillsの盆地に位置している。アルノ川と三つの小川が当地を流れる。

#### 気候分類・地震分類
フィレンツェにおけるイタリアの気候分類 (it) および度日は、zona D, 1821 GGである。また、イタリアの地震リスク階級 (it) では、zona 3 (sismicità bassa) に分類される。

### 気候
フィレンツェは温暖湿潤気候 (Cfa) と、地中海性気候 (Csa) の境界線上にある。
当地は活発な降水によって蒸し暑い夏と、涼しく湿った冬が特徴である。
いくつもの丘に囲まれており、7月から8月にかけては蒸し暑くなる。
また盆地ゆえ風が少なく、夏の気温は周りの沿岸部より高い。夏の降雨は対流によるもの。
一方冬の降雨降雪は別の理由によるものである。
最高気温の公式記録は1983年7月26日の42.6℃で、最低気温は1985年1月12日の-23.2℃である。
| フィレンツェの気候         | フィレンツェの気候 | フィレンツェの気候 | フィレンツェの気候 | フィレンツェの気候 | フィレンツェの気候 | フィレンツェの気候 | フィレンツェの気候 | フィレンツェの気候 | フィレンツェの気候 | フィレンツェの気候 | フィレンツェの気候 | フィレンツェの気候 | フィレンツェの気候 |
| 月                         | 1月                | 2月                | 3月                | 4月                | 5月                | 6月                | 7月                | 8月                | 9月                | 10月               | 11月               | 12月               | 年                 |
| -------------------------- | ------------------ | ------------------ | ------------------ | ------------------ | ------------------ | ------------------ | ------------------ | ------------------ | ------------------ | ------------------ | ------------------ | ------------------ | ------------------ |
| 平均最高気温 °C （°F）     | 10.1 (50.2)        | 12.0 (53.6)        | 15.0 (59)          | 18.8 (65.8)        | 23.4 (74.1)        | 27.3 (81.1)        | 31.1 (88)          | 30.6 (87.1)        | 26.6 (79.9)        | 21.1 (70)          | 14.9 (58.8)        | 10.4 (50.7)        | 20.1 (68.2)        |
| 平均最低気温 °C （°F）     | 1.4 (34.5)         | 2.8 (37)           | 4.9 (40.8)         | 7.7 (45.9)         | 11.3 (52.3)        | 14.7 (58.5)        | 17.2 (63)          | 17.0 (62.6)        | 14.2 (57.6)        | 10.0 (50)          | 5.5 (41.9)         | 2.4 (36.3)         | 9.1 (48.4)         |
| 降水量 mm （inch）         | 73.1 (2.878)       | 69.2 (2.724)       | 80.1 (3.154)       | 77.5 (3.051)       | 72.6 (2.858)       | 54.7 (2.154)       | 39.6 (1.559)       | 76.1 (2.996)       | 77.5 (3.051)       | 87.8 (3.457)       | 111.2 (4.378)      | 91.3 (3.594)       | 910.7 (35.854)     |
| 平均降水日数               | 9.4                | 8.4                | 8.6                | 9.1                | 8.6                | 6.3                | 3.5                | 5.9                | 5.7                | 7.4                | 10.0               | 8.8                | 91.7               |
| 出典：世界気象機関（国連） |                    |                    |                    |                    |                    |                    |                    |                    |                    |                    |                    |                    |                    |

### 隣接コムーネ
隣接するコムーネは以下の通り。
- バーニョ・ア・リーポリ
- カンピ・ビゼンツィオ
- フィエーゾレ
- インプルネータ
- スカンディッチ
- セスト・フィオレンティーノ

## 歴史

### 古代
フィレンツェは古代にエトルリア人によって町として建設されたが、直接の起源は紀元前59年、執政官カエサルによって入植者（退役軍人）への土地貸与が行われ、ローマ植民都市が建設されたことによる。

### 中世
中世には一時神聖ローマ帝国皇帝が支配した（トスカーナ辺境伯、846年 - 1197年）。
次第に中小貴族や商人からなる支配体制が発展し、1115年には自治都市、13世紀に共和制となった（フィレンツェ共和国、1115年 - 1532年）。
フィレンツェは近郊フィエーゾレを獲得し、アルノ川がうるおす広大で肥沃な平野全域の支配計画を進めた。
1300年頃、市国の外交政策を巡って教皇派と皇帝派に分かれた都市貴族の間で内乱が発生し、教皇派が勝利した。ところが今度は、教皇派の内部で自主独立派(白党)と教皇領従属派(黒党)の陣営に分かれて内乱が起きた（教皇派と皇帝派）。
内乱に終止符が打たれ、敗れた白党に所属し、医師組合から統領に推されていたダンテ・アリギエーリは1302年、フィレンツェから追放される。
この間の事情については、当時のフィレンツェの政治家ディーノ・コンパーニが年代記を残している。このような内部抗争が起ころうとも、都市は繁栄していた。
その後、遠隔地との交易にくわえて、毛織物業を中心とする製造業と金融業でフィレンツェ市民は莫大な富を蓄積し、フィレンツェはトスカーナの中心都市となり、最終的にはトスカーナの大部分を支配したフィレンツェ共和国の首都になった。そのうえ、商人と職人が強力な同業者組合を組織したことでフィレンツェは安定していた。もっとも裕福だった毛織物組合は14世紀の初めに約3万人の労働者をかかえ、200の店舗を所有していた。
メディチ家は金融業などで有力になり（メディチ銀行、1397年 - 1494年）、商人と銀行家は市政の指導的な立場にたち、フィレンツェを美しい都市にする事業に着手した。
14世紀〜15世紀にはミラノとの戦争をくりかえしたが、1406年にアルノ川下流にあるピサを獲得して待望の海を手にした。
1410年にジョヴァンニ・ディ・ビッチはローマ教皇庁会計院の財務管理者となり、ピサ教会会議の対立教皇アレクサンデル5世が急死すると（暗殺説もある）、ヨハネス23世を対立教皇に据え、メディチ銀行は教皇庁との取引で莫大な利益を上げた。
1433年、労働者と富裕階級の衝突は頂点に達し、コジモ・デ・メディチは貴族党派によってフィレンツェから追放された。だが、翌年コジモは復帰して敵対者を追放し、下層階級と手をむすぶことで名目上は一市民でありながら、共和国の真の支配者となった。
1439年、フィレンツェ公会議。1464年のコジモの死後は、その子ピエロにその権力を継承した。
孫のロレンツォの時代には、フィレンツェはルネサンスの中心として黄金時代を迎えた。ロレンツォ・イル・マニーフィコ（偉大なるロレンツォ）とよばれたロレンツォは、学問と芸術の大保護者で画家のボッティチェッリや人文主義者をその周囲にあつめた。ロレンツォは共和国政府を骨抜きにし、その野心的な外交政策で、フィレンツェは一時的にイタリア諸国家間の勢力の均衡をたもたせることになった。フィレンツェのフローリン金貨は、全欧州の貿易の基準通貨となってフィレンツェの商業は世界を支配した。建築、絵画、彫刻におけるルネサンス芸術は、15世紀をとおして大きく開花し、ボッティチェッリ、レオナルド・ダ・ヴィンチ、ミケランジェロ、ラファエロなどの巨匠が活躍するルネサンス文化の中心地となって学問・芸術の大輪の花が開いた。教皇シクストゥス4世（在位：1471年 - 1484年）がメディチの特権を取り消し、1478年にロレンツォと弟ジュリアーノが襲撃されたパッツィ家の陰謀でメディチ家の打倒が図られたが、暗殺者らと陰謀に加担していたパッツィ家は捕らえられて処刑された。同年、シクストゥス4世はスペイン異端審問を許可し、ユダヤ人商人への借金が多かったフェルナンド2世は異端審問によって社会的に抹殺することで債務を帳消しにしていった。翌年に計画の首謀者とされたピサ大司教が殺害されると、教皇庁とフィレンツェとの間で2年間の戦争が勃発した。（首謀者はウルビーノ公国のフェデリーコ・ダ・モンテフェルトロとする研究もある。）1482年にシクストゥス4世は、ヴェネツィア軍によるフェラーラ公国への攻撃を計画したが（フェラーラ戦争）、ミラノ公国のスフォルツァ家、フィレンツェのメディチ家、アラゴン朝ナポリ王国が阻止に動くと、翌年にはヴェネツィアへ禁令を発した。1484年8月7日に「バニョーロの和議」（イタリア語: Pace di Bagnolo）が締結され、8月12日にシクストゥス4世の薨去が発表されるまで、この混乱は続いた。
1493年にボルジア家出身の教皇アレクサンデル6世（在位：1492年 - 1503年）は反ナポリ王国同盟を結成し、1494年秋にはフランスのシャルル8世にナポリ王国の回復と称してイタリアを侵略させた。ロレンツォの跡をついだ子のピエロ2世は、ナポリ王フェルディナンド1世がフィレンツェ共和国・ミラノ公国・ヴェネツィア共和国と同盟していたため、フランスに対して20万グルテンの賠償と、かつて征服したピサをフランスに渡すという屈辱的な譲歩をした。これに憤慨した民衆は、同年ピエロを含む一族をフィレンツェから追放し、共和制をしいた。ピエロ失脚後にフィレンツェの指導者として登場したのは、ドミニコ会サン・マルコ修道院の院長ジロラモ・サヴォナローラだった。しかしロレンツォの宮廷のぜいたくを痛烈に非難していたサヴォナローラは、教皇をも批判するようになり、少しずつ民衆の支持を失っていった。1498年、サヴォナローラはとうとう民衆にとらえられ、裁判にかけられたのち処刑された。1499年にマキャヴェッリはピサ戦役を計画し、翌年にフランス軍とスイス傭兵を用いて実施したが失敗に終わった。
1503年に教皇ピウス3世が在位26日で急死し（暗殺説あり）、チェーザレ・ボルジアの支持を取り付けた新教皇ユリウス2世（在位：1503年 - 1513年）が就任。チェーザレはすぐに失脚し、カンブレー同盟戦争（1508年 - 1516年）が勃発。1512年スペイン軍によってメディチ家が権力の座に復帰すると、1513年2月にボスコリ事件でマキャヴェッリが失脚し、3月メディチ家から新教皇レオ10世が誕生する。マキャヴェッリは隠遁生活中（1513年 - 1514年）に『君主論』『政略論』を完成した。1517年にレオ10世がサン・ピエトロ大聖堂建設資金の為にドイツでの贖宥状販売を認めると、ルターは95ヶ条の論題でこれに抗議したことをきっかけに、1525年のドイツ農民戦争が勃発して宗教改革が本格化した。1521年にミラノ公国のスフォルツァ家を追放した。
1527年に教皇クレメンス7世（在位：1523年 - 1534年）がフランス王・フランソワ1世と同盟を結んだことをきっかけに、カール5世による報復のローマ略奪を招いた責任を問われてふたたび追放された。1530年にはクレメンス7世と皇帝カール5世が和解したため、メディチ家はフィレンツェに帰還、復権する。1532年にはフィレンツェ公国（1532年 - 1569年）となった。1533年にクレメンス7世は、フランス王フランソワ1世と縁組みをまとめ、カトリーヌ・ド・メディシスと後のアンリ2世が結婚。
カトリーヌは10人の子を産んだもののフランスの政情は不安定で、ユグノー戦争（1562年 - 1598年）が勃発してしまう。教皇ピウス5世（在位：1566年 - 1572年）のフランスへの影響力を示したサン・バルテルミの虐殺（1572年）が知られている。
1569年に、メディチ家の傍系からフィレンツェ公となっていたコジモ1世に、教皇ピウス5世の手でトスカーナ大公の称号がメディチ家に授与され、フィレンツェはトスカーナ大公国（1569年 - 1860年）の首都となった。コジモ1世は政庁（現在のウフィツィ美術館や、ヴァザーリの回廊などを建設し、今日のフィレンツェの景観を作り上げた。
フランスではヴァロワ朝が断絶し、1589年にアンリ4世 (フランス王)がブルボン朝を開いた。第2代トスカーナ大公フランチェスコ1世（在位：1574年 - 1587年）は、娘マリー・ド・メディシスをフランス国王アンリ4世 (フランス王)の2番目の王妃に据えることに成功し、息子ルイ13世 (フランス王)を生んだ。

### 近世
フィレンツェは第3代トスカーナ大公フェルディナンド1世（在位：1587年 - 1609年）の治世までは繁栄していたものの、フェルディナンドの死後徐々に衰退していった。
1737年、第7代トスカーナ大公ジャン・ガストーネが没するとメディチ家の継承者は途絶え、メディチ家のトスカーナ支配は終わった。その頃、ロレーヌ（ロートリンゲン）公だったフランツ（後の、神聖ローマ皇帝フランツ1世)はオーストリア・ハプスブルク家のマリア・テレジアとの結婚を周辺諸国に認められる代わりに、ロレーヌ公国をフランスへ明け渡すことになっていた。
このフランツが、ちょうどメディチ家が断絶して空位となったトスカーナ大公を継承することになり（トスカーナ大公としてはフランチェスコ2世）、以後フランツとマリア・テレジアの子孫であるハプスブルク・ロートリンゲン家に継承された。フェルディナンド3世は、1799年フランスによって退位させられたが、1814年復帰した。1849年に追放されたレオポルド2世はオーストリア軍とともに復帰したが、イタリアの独立をもとめる戦いが続き、1859年に退位した。結局、18世紀から19世紀までフィレンツェはナポレオン時代を除いてハプスブルク家の支配下にあった。

### 近代
1860年にイタリア王国（1861年 - 1946年）に合併され、1865年からヴィットーリオ・エマヌエーレ2世のおさめるイタリア王国の首都となるものの、1871年首都はローマに移された。
第二次世界大戦中、フィレンツェの記念建築物の大部分は、イタリア軍と戦う連合国軍と、イタリア軍の降伏後にイタリア北部を占領下に置いて連合国軍と戦ったドイツ軍による被害をまぬがれた。
1944年、フィレンツェからドイツ軍が撤退する際、ほとんどの橋が破壊された。しかし、ヴェッキオ橋についてはその歴史的価値に対する敬意が払われ、破壊を免れた。

### 現代
第二次世界大戦後は世界各国からの観光客を受け入れるイタリアでも有数の観光都市として繁栄している他、外国の大学の分校なども設けられている。
1966年のアルノ川の大洪水(en)でたくさんの芸術財産が被害をうけたが、その多くは精巧な修復技術で数年をかけて復元された。

## 政治

### 行政

#### 行政区画
分離集落
フィレンツェには以下の分離集落（フラツィオーネ）がある。
- Galluzzo, Settignano, Le Piagge, Gavinana, Isolotto, Trespiano, Legnaia, Ponte a Greve, Rovezzano, Novoli, Careggi, Peretola, Sollicciano, Rifredi, San Frediano, Oltrarno

## 対外関係

### 姉妹都市・提携都市
フィレンツェ市には多くの姉妹都市がある。
| - ドレスデン（ドイツ連邦共和国 ザクセン州） - エディンバラ（イギリス連合王国 スコットランド王国） - ランス（フランス共和国） - トゥルク（フィンランド共和国） - アテネ（ギリシャ共和国） - アイウン（サハラ・アラブ民主共和国） - 岐阜市（日本国 中部地方 岐阜県） - 1978年2月8日 - 姉妹都市盟約締結。岐阜の繊維業界を中心にイタリアの都市との姉妹都市提携の機運が高まり、ファッションの中心地で繊維業の盛んなフィレンツェと提携。 - アスマラ（エリトリア国） - エスファハーン（イラン・イスラム共和国） - フェズ（モロッコ王国） - フィラデルフィア（アメリカ合衆国 ペンシルベニア州） - キーウ（ウクライナ） - 京都市（日本国 近畿地方 京都府） - 1965年9月22日 - 姉妹都市盟約締結。駐日イタリア大使の京都訪問、京都市長のフィレンツェ訪問から進展。風光明媚な景観、豊富な文化遺産など類似点とする。 - クウェートシティ（クウェート国） - 南京市（中華人民共和国 江蘇省） - ナザレ（イスラエル国） - リガ（ラトビア共和国） - サルバドル（ブラジル連邦共和国） - ティラナ（アルバニア共和国） |

## 経済

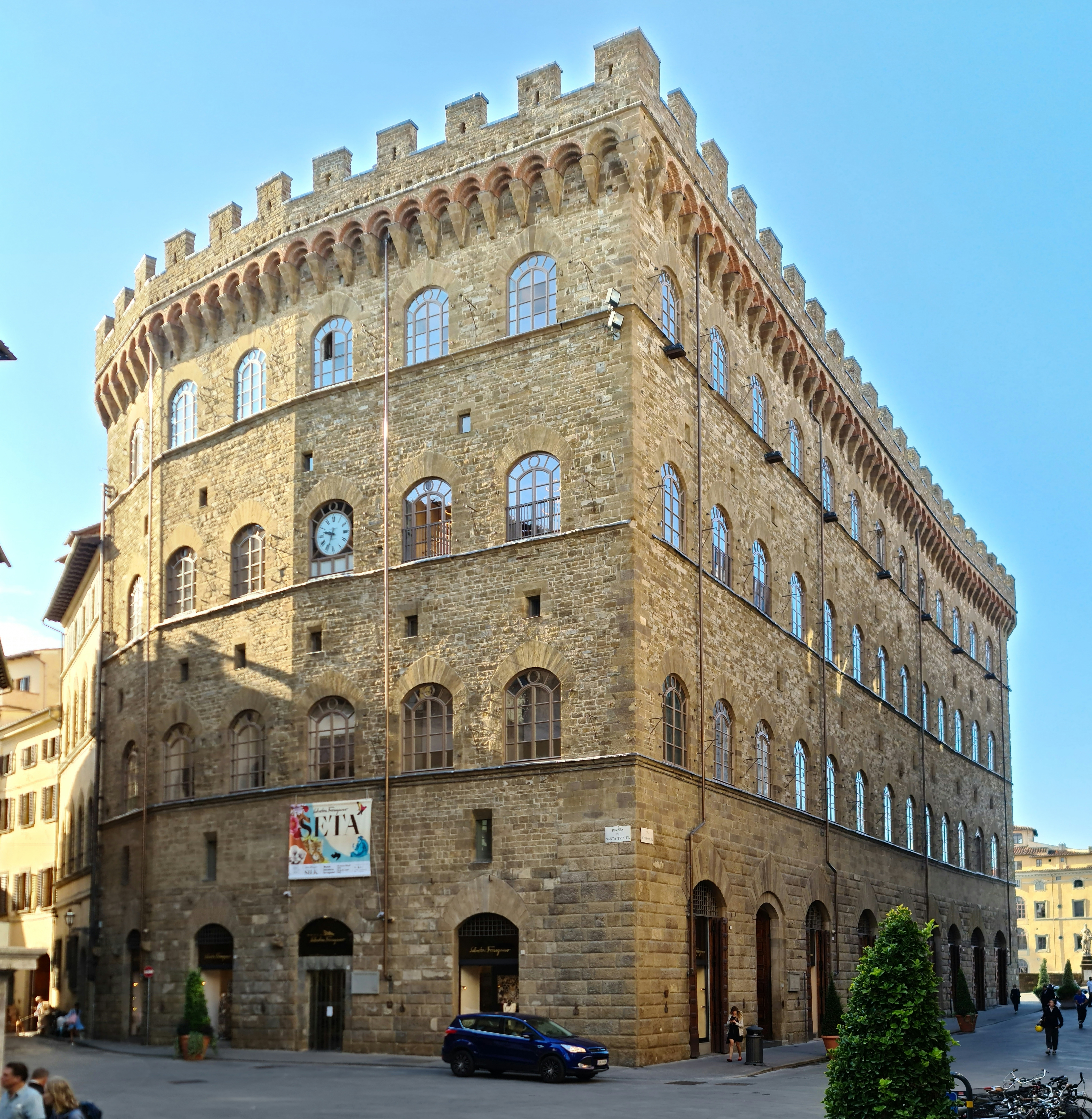
フェラガモ本社

観光業、繊維工業、金属加工業、製薬業、ガラス・窯業、ジュエリーや刺繍などの工芸が盛んである。

### 第二次産業
貴金属、靴、皮ジャケットなどの革製品、フィレンツェ紙（マーブル紙）、手作り香水や化粧品、焼き物など、伝統的手工芸製品の小売店も多い。また、1922年にグッチオ・グッチが同地で創業したハイブランドのグッチ（GUCCI）本社本店が、1928年にサルヴァトーレ・フェラガモが同じく同地で開業したフェラガモ（Salvatore Ferragamo）本社本店などが置かれている。

### 第三次産業
観光は、サンタ・マリア・デル・フィオーレ大聖堂、サンタ・クローチェ聖堂、サン・ロレンツォ聖堂、サンタ・マリア・ノヴェッラ教会、ウフィツィ美術館などの歴史的な建造物が中心である。これらの観光客を受け入れる高級ホテルから学生向けの安宿までが多数存在している。

## 交通
市内中心地は住人の自家用車やタクシー、バスなどを除く自動車の乗り入れが制限されており、これを破って侵入した場合罰金を払うこととなる。

### 空路

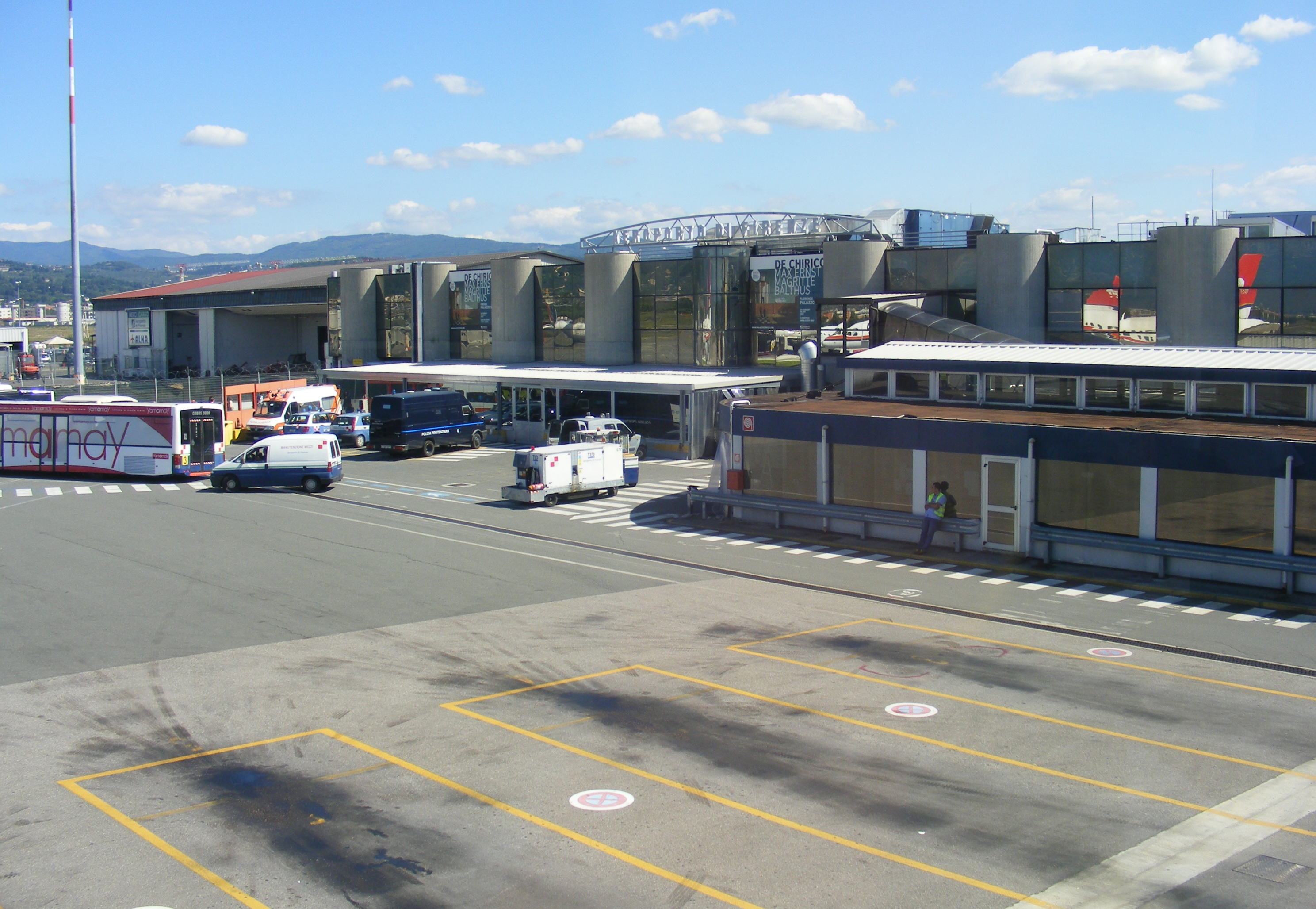
フィレンツェ・ペレトラ空港

#### 空港
空港は中規模空港であるフィレンツェ・ペレトラ空港が北西の郊外にあり、ヨーロッパ各地とを結んでいる。しかし滑走路が1,700m程度しかなく大型機の発着は困難であるため、フィレンツェから西に鉄道（レオポルダ線）ないしバスで1時間程度行ったところにある、ピサのガリレオ・ガリレイ国際空港も実質的にフィレンツェの玄関として機能している。

### 鉄道
鉄道では、トレニタリアの路線がいくつもフィレンツェを一つの拠点とし、各都市とを結んでいる。

#### 国際列車
街のターミナル駅は市街地に近いフィレンツェ・サンタ・マリア・ノヴェッラ駅（フィレンツェSMN駅）で、ユーロスター・イタリアをはじめとする優等列車、さらにはヨーロッパの他国へ向かう国際列車が発着する。

#### 国鉄
街の外縁にはフィレンツェ・リフレディ駅やフィレンツェ・カンポ・ディ・マルテ駅といった中核駅があり、頭端式ホームを採用しているフィレンツェSMN駅での折り返しを避けるため、短絡線を経由して同駅に立ち寄らず、代わりにそれら外縁の駅をフィレンツェにおける停車駅としている列車が存在する。

### 軌道

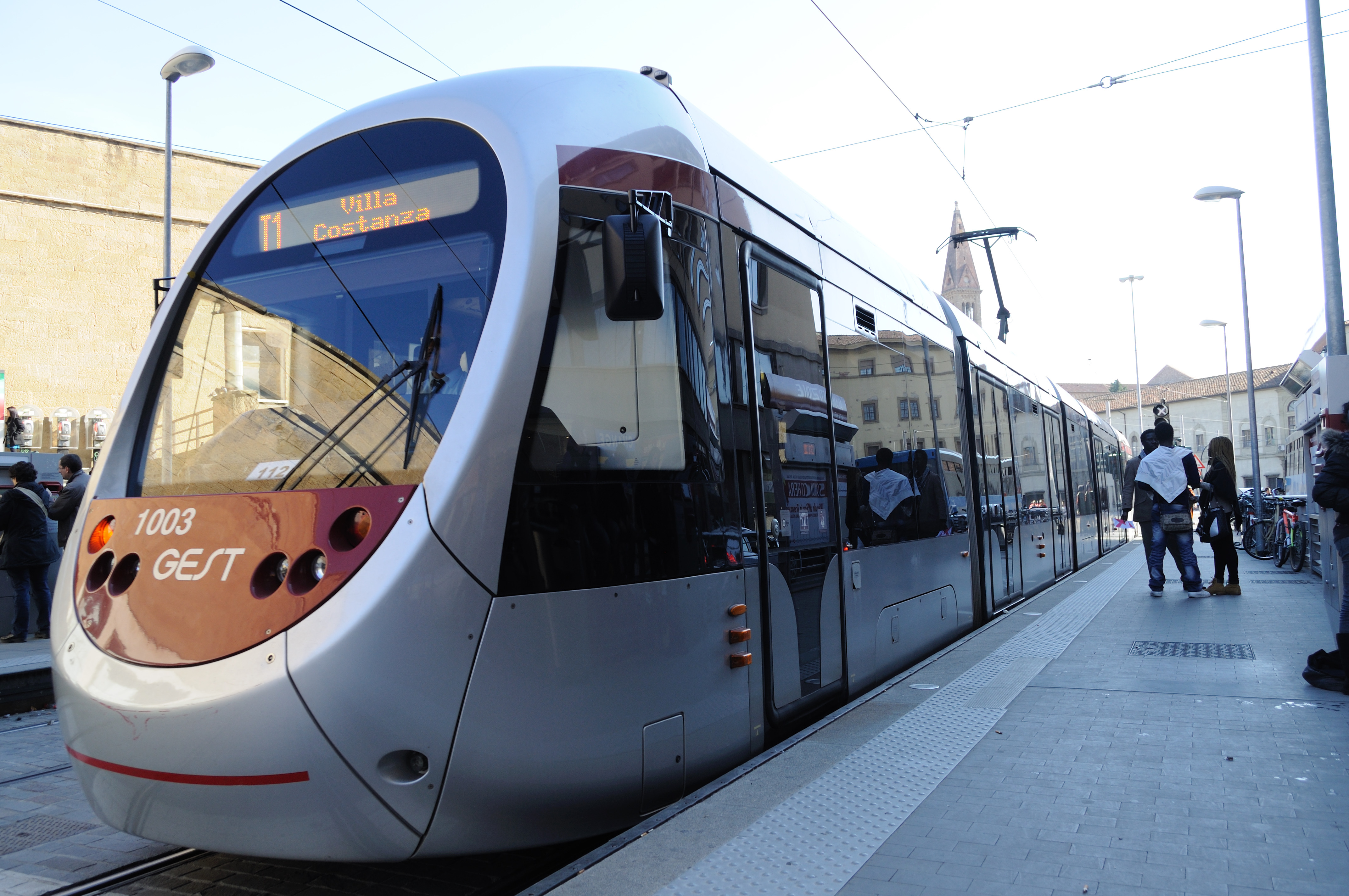
フィレンツェSMN駅前のトラム

市内の交通はこれまでもっぱら路線バスが担っており、軌道系交通機関は長く存在していなかったが、フィレンツェSMN駅前から隣町のスカンディッチまで通じるフィレンツェ・トラムが2010年2月14日に開通した。

### バス

#### 路線バス
フィレンツェSMN駅の周辺には都市間バスのターミナルがあり、ルッカ、プラート、アレッツォ、サン・ジミニャーノなどへ向かうバスが発着している。

## 観光
- サンタ・マリア・デル・フィオーレ大聖堂
- サンタ・クローチェ聖堂
- サン・ロレンツォ聖堂

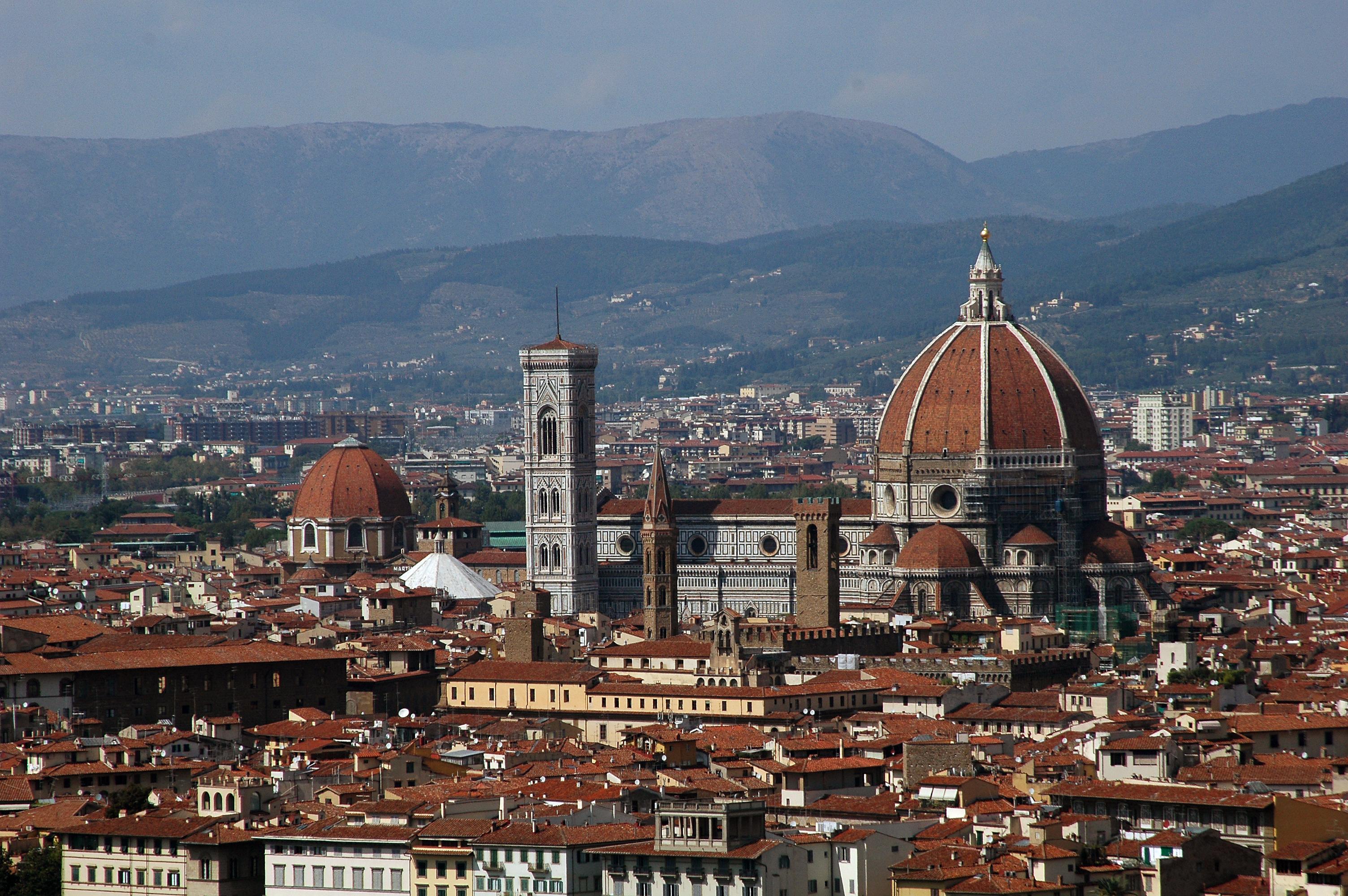
サンタ・マリア・デル・フィオーレ大聖堂

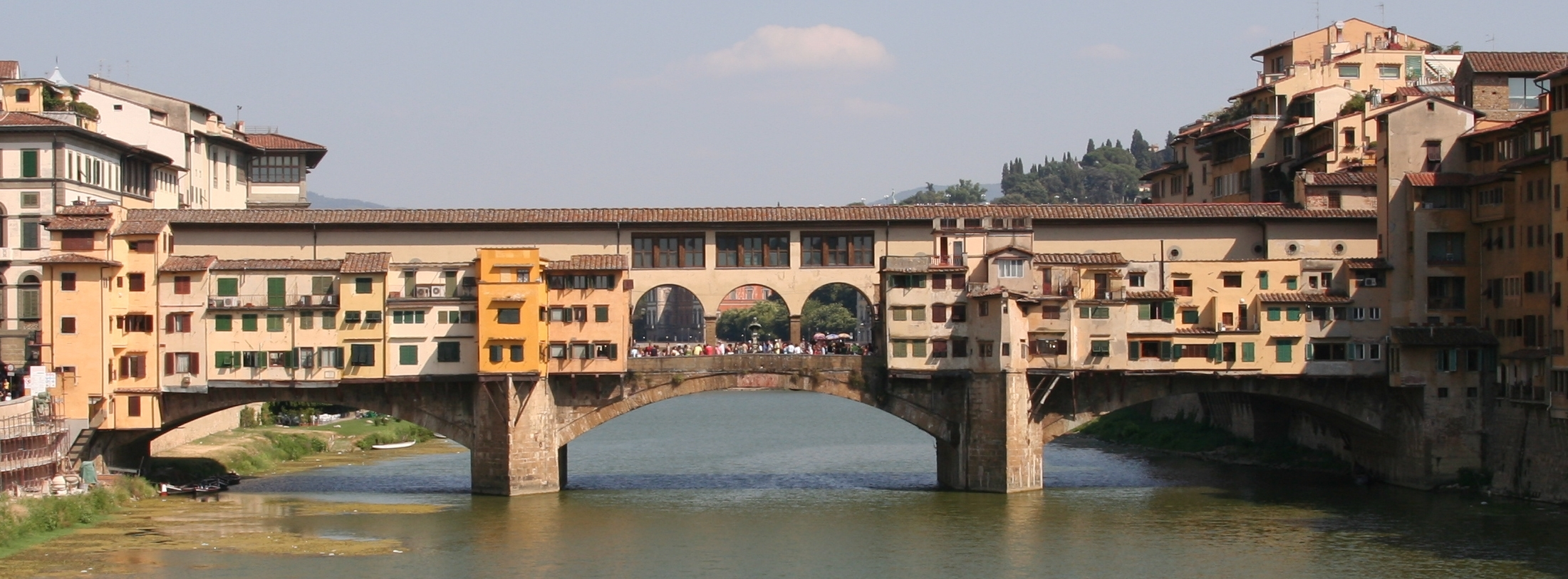
橋上家屋で有名なヴェッキオ橋

- サンタ・マリア・ノヴェッラ教会
  - サンタ・マリア・ノヴェッラ薬局 - 世界最古の薬局
- ウフィツィ美術館
- バルジェロ美術館
- アカデミア美術館
- 科学史研究所博物館
- フィレンツェ考古学博物館
- スペーコラ美術館
- ヴェッキオ宮殿
- ヴェッキオ橋
- ヴァザーリの回廊
- ピッティ宮殿
- ボーボリ庭園
- フィレンツェ歴史地区（世界遺産）も参照のこと。

復活祭にはキリストの石棺の一部とされる石によって火が起こされ、それを聖なる火として扱う。パッツィ家が製作した山車に花火や爆竹を積み、それに聖なる火で点火された花火を仕込んだ鳩の仕掛けを使って点火する。また、ルネサンス時代の衣装を着た時代行列や旗投げが行われる。

## 文化・名物

### スポーツ

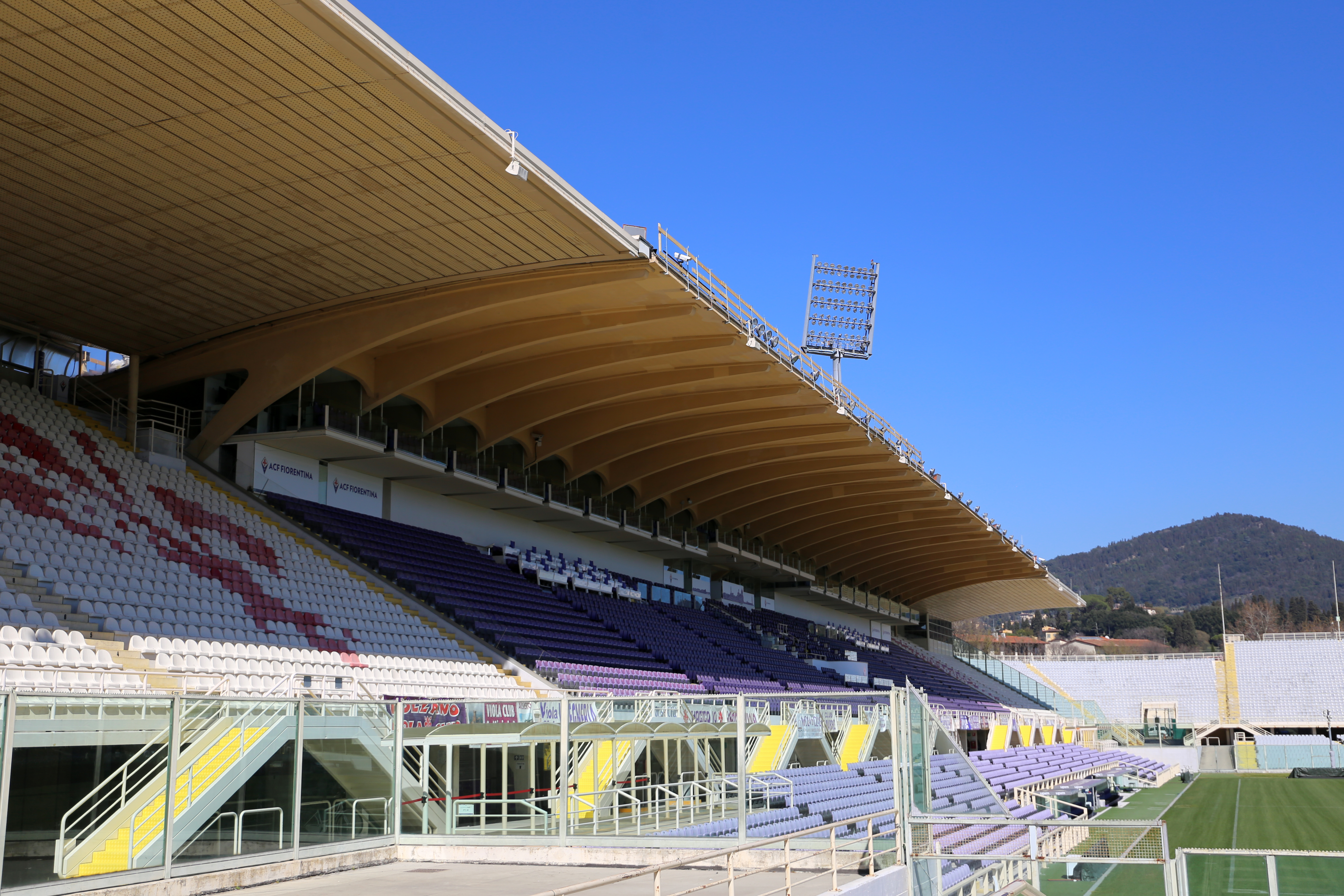
スタディオ・アルテミオ・フランキ

イタリアサッカーリーグのセリエAのACFフィオレンティーナ (ACF Fiorentina SpA)が本拠を置いている。
ホームスタジアムのアルテミオ・フランキ周辺にはサッカー場の他に、陸上競技、野球、ラグビーなどそれぞれの専用競技場がある。
6月末の聖ヨハネの日にはこのフィレンツェの守護聖人にちなんで、サンタ・クローチェ聖堂の広場で古式サッカー（Calcio Storico）が4つのチームで行われる。
また北方約30キロにモータースポーツの、フィアット・クライスラー・グループが所有するムジェロ・サーキットがある。

#### サッカー
- ACFフィオレンティーナ（セリエA）- スタディオ・アルテミオ・フランキ

#### バレーボール
- イル ビゾンテ フィレンツェ（セリエA女子）

#### 野球
2016年に2016 イタリアンベースボールウィークが開催された。
- フィオレンティーナ・ベースボール（セリエA・A2）

## 出身関連著名人
- ダンテ・アリギエーリ

政争に敗れ、死刑宣告を受けてフィレンツェを追放される。その大著『神曲』の中では、フィレンツェの堕落を嘆き、悪し様に罵っている。『神曲』天国篇完成後、1321年ラヴェンナで客死して当地に埋められた。フィレンツェは遺骨の返還を要求しているが、ラヴェンナはこれに応じていない。
- アメリゴ・ヴェスプッチ
- ロレンツォ・デ・メディチ
- サンドロ・ボッティチェッリ
- ミケランジェロ・ブオナローティ
- レオナルド・ダ・ヴィンチ
- ジロラモ・サヴォナローラ - 生まれたのはフェラーラだが、フィレンツェで活躍した。
- ニッコロ・マキャヴェッリ
- バッチョ・ダーニョロ
- ロベルト・カバリ:ファッションデザイナー
- サルヴァトーレ・フェラガモ - イタリア南部の生まれだが、1928年にフィレンツェで開業
- フローレンス・ナイチンゲール - イギリス人の両親が新婚旅行で滞在中に生まれたため「フローレンス（フィレンツェの英語読み）」と名付けられた。

## 作品
フィレンツェを舞台とした作品

### 小説
- 神曲：ダンテ・アリギエーリ
- デカメロン：ジョヴァンニ・ボッカッチョ
- 眺めのいい部屋：E・M・フォースター
- インフェルノ：ダン・ブラウン
- マリア様がみてる：「フィレンツェ煎餅」なるインチキ名物が登場
- 冷静と情熱のあいだ Blu・Rosso
- メディチ家の暗号：マイケル・ホワイトのミステリー。
- 春の戴冠：辻邦生が、名画「ヴィーナスの誕生」のボッティチェッリを通し、ルネサンス期のフィレンツェを描いた大長編小説
- 銀色のフィレンツェーメディチ家殺人事件：塩野七生の歴史小説、マルコ・ダンドロと美貌の娼妓の冒険。ヴェネチア編、ローマ編の三部作の2作目
- わが友マキアヴェッリ：塩野七生の歴史小説
- 地上のヴィーナス：サラ・デュナントが描く14歳の少女の物語。メディチ家が崩壊した直後のフィレンツェが舞台
- 真夜中の訪問客：イギリスの女流作家、マグダレン・ナブのミステリー。フィレンツェの街と人々の描写が秀逸
- 検察官：イギリスの女流作家、マグダレン・ナブ作のポリティカル・ミステリー。ジャーナリストのパオロ・ヴァゲッジとの共著
- 未完のモザイク:ジュリオ・レオーニの小説で、14世紀のフィレンツェを舞台に「神曲」の作者ダンテが殺人事件を捜査
- 殺しはフィレンツェ仕上げで：コーネリアス・ハーシュバーグのミステリー。1964年のエドガー賞受賞作
- 星の運命：ミカエラ・ロスナーの小説。少年とミケランジェロの交友を描くファンタジー歴史小説
- 女ごころ：サマセット・モームのサスペンス風小説。ショーン・ペン主演の映画「真夜中の銃声」の原作

### 戯曲
- フィレンツェの悲劇 ツェムリンスキー
- ジャンニ・スキッキ プッチーニ

### 映画
- わが青春のフロレンス (1969, イタリア)
- フィレンツェの風に抱かれて（1991年、東映／出演：若村麻由美、ジュリアーノ・ジェンマ、仲代達矢）
- 羊たちの沈黙（レクター博士が獄中でフィレンツェの絵を描いている場面）
- ハンニバル（レクター博士は逃亡先のここで、ダンテ研究者のフェル博士を名乗って隠匿する）
- ムッソリーニとお茶を（1998, イギリス・イタリア）
- 冷静と情熱のあいだ
- 眺めのいい部屋（主に前半）
- ラブライブ！サンシャイン！！The School Idol Movie Over the Rainbow

### コンピュータゲーム
- BITTERSWEET FOOLS（当地を舞台に、青年と少女の交流を描くインタラクティブ・ノベル）
- 月光のカルネヴァーレ
- サフィズムの舷窓（ヒロインの一人の出身地。追加シナリオでは舞台にもなり、また、「メディチ家の子孫」という設定のキャラクターも登場）
- シャドウハーツII
- アサシン クリード II（主人公の出身地かつ舞台。ロレンツォ・デ・メディチやレオナルド・ダ・ヴィンチなど史実上の人物が多数登場）

### 漫画
- GUNSLINGER GIRL（フィレンツェで大立ち回りを繰り広げる）
- チェーザレ 破壊の創造者
- 岸辺露伴 グッチへ行く
- 白のフィオレンティーナ
- アルテ